# Linognathus bhatii
Linognathus bhatii är en insektsart som beskrevs av Sushill K. Dutta 1988. Linognathus bhatii ingår i släktet Linognathus och familjen nötlöss. Inga underarter finns listade i Catalogue of Life.